# 音乐之声 (电影)
《音樂之聲》（英語：The Sound of Music）是一部1965年的美國电影，改编自同名音乐劇。1960年6月，二十世紀福斯以1,250,000美元購得電影版版權。但條約中規定二十世紀福斯必須等同名音樂劇下檔後，以及1964年以後才可以開拍，而二十世紀福斯因為之前拍攝《埃及艳后》花費甚鉅，財政陷入困境，業界一直傳言該公司將在1962年倒閉。為了挽回局面，二十世紀福斯為該電影找來改編過《國王與我》、《西城故事》的劇作家恩斯特·雷曼擔任編劇，並打算找拍過《羅馬假期》等片的導演威廉·惠勒開拍。然而惠勒的想法顯然無法得到雷曼的認同，於是又找了勞勃·懷斯，本來懷斯對該劇興趣不大，但看過雷曼的劇本後卻深受吸引，因此接手了該片的導演工作。
1963年《音樂之聲》在薩爾斯堡正式開拍，由於在音樂劇中飾演瑪麗亞的瑪麗·馬丁已年過五十，無法負擔實地拍攝的壓力，於是製作群找了曾演過電影《窈窕淑女》以及《歡樂滿人間》的英國演員茱莉·安德魯絲擔任瑪莉亞的角色，而崔普艦長則由基斯杜化·龐馬飾演。由於茱莉·安德魯絲的歌唱表現和演出皆屬一流，加上製作群成功運用了薩爾斯堡的美麗景色與人文景觀，電影推出後在全球造成轟動，不但成為當時史上賣座次高的電影，片中許多歌曲，如《Do-re-mi》、《小白花》也改編成許多語言的傳唱版本。另外，該片在奧斯卡金像獎中獲得10項提名，最後贏得包含最佳影片、最佳導演在內的5項大獎。

## 劇情
瑪莉亞是奧地利阿爾卑斯山上一所修道院的實習修女。不同於其他修女，天真爛漫的她老是不遵守院裡的作息，偷偷跑到山頭外嬉戲、歌唱。一天，大家禱告時，又發現瑪莉亞遲到了——原來她剛在外頭忘情歌唱，直到鐘聲響起才匆忙回來。受夠瑪莉亞的幾位修女來到院長辦公室，決定好好討論瑪莉亞的問題。大家你一言我一句，伴隨著辦公室外瑪莉亞闖禍的尖叫，漫長的討論後終於在院長的主持下得出結論。於是喚入瑪莉亞到院長辦公室內，和院長談論她的未來：慈悲的院長看出這兒終究不是她的居身之所，決定讓她下山，到一戶向修道院請求家庭教師許久的人家擔任孩子們的老師。
對未來充滿徬徨和不安感的瑪莉亞提著行李，一路憂心忡忡地趕到這戶人家；在她眼前的是棟包含美麗庭園的巨大豪廈，而房子的主人則是崔普家的核心人物——前奧匈帝國海軍艦長（官拜海軍上校）蓋爾·馮·崔普以及他與前妻生的七名子女，其中最大的麗莎16歲，最小的葛特兒才5歲。由於沒有母親，身兼母職的艦長以嚴格的軍事化方式教育孩子，可瑪莉亞來臨後卻改變了整個家；她教這些孩子唱歌，帶他們嬉戲，並教這些孩子演布偶戲等才藝，因此博得孩子們的喜愛。但另一方面，這些事逐漸傳到忙碌的艦長耳中，卻多少令他有些不快。
其實，艦長雖然離家如此久，但不全是為了公務：他和維也納的愛莎女伯爵已經交往了一段時間，兩人的發展也快步入紅毯。而另一方面，艦長的大女兒卻愛上了年輕的電報派送員勞夫（後來加入納粹黨），因此常背著艦長溜出來私會。這一切，卻因瑪莉亞的影響力而逐漸改變。終於，艦長帶著愛莎女伯爵回來了。他要“驗收”瑪莉亞幾個月來的成果，以及證實那些傳言，結果他差點被孩子們的“惡行”氣昏：爬樹、游泳、穿不要的窗簾作成的衣服以及瑪莉亞的頂撞之詞，兩人因而大吵一架，瑪莉亞被艦長趕出了門。但就在她將離去時，孩子們唱起《音樂之聲》去歡迎女伯爵。優美的歌聲感動了冷酷的艦長，使他以優美的歌聲附和而唱，仿如回到家庭過去某個溫暖的時刻。艦長的朋友麥斯也在現場，正為薩爾斯堡音樂節的參賽單位苦惱。在聽見合唱團表演後，他積極鼓勵艦長安排孩子成為喜迎女伯爵舞會和薩爾斯堡音樂節的表演嘉賓。艦長不認同參加音樂節，但認同在崔普宅邸舉辦的舞會上表演。於是，艦長請求瑪莉亞留下來帶領孩子一同準備。
這場舞會雖然有著奧地利傳統領導和附和納粹德國兩派人的對立陰影，不過孩子們的表演搶盡焦點，贏得全部來賓的喝采。瑪莉亞與艦長間的關係也在一次跳舞中迅速升溫，但舞會尚未結束，瑪莉亞卻已急急返回修道院，因為女伯爵直言艦長對瑪莉亞抱有好感，讓瑪莉亞不知所措，只有選擇離開。回到修道院裡的瑪莉亞像變了人似，整天不發一語卻只顧著禱告。直到有一天，她終於告訴瑪格麗特修女自己已不知不覺愛上崔普艦長了。為了躲避這一切，她決心成為一位虔誠的修女。但在院長循循善誘下，瑪莉亞終於理解不該藉聖教之名躲避自己的夢想和感情，而應坦然面對。這時，少了瑪莉亞的崔普家卻陷入一片低迷的氣氛中，不但孩子們想念瑪莉亞，艦長的心也牽掛著她。瑪莉亞回來後，不但孩子們高興起來了，暫住崔普家的愛莎女伯爵也發現自己留不住情人和孩子的心。為了守住尊嚴，女伯爵主動退出這曖昧的三角關係。當晚，艦長在庭院向瑪莉亞求婚，而她也坦然接受了這段如夢似幻的愛情。在修女們歡送其步入禮堂後，瑪莉亞與崔普一家人共度歡樂的家庭時光。
可是，納粹德國的魔掌也逐漸伸向這家人：在瑪莉亞與崔普展開度密月不久，便發生了德奧合併。麥斯代為照顧孩子時，擅自將合唱團直接加入音樂節陣容，填補缺失的參與者。納粹德國陣營亦開始吸收奧地利軍人加入，崔普艦長自然也是納粹亟欲招募的人才。他趕回家時發現德軍電報要其第二天就到德國海軍駐守，否則全家都會受罰。忠勇愛國的崔普艦長堅決不肯屈從，迫於無奈和瑪莉亞即晚展開秘密流亡瑞士的潛逃計畫。不過他們晚間準備偷偷開車時，德軍原來已透過監控電報提前阻截。幸好從旁協助的麥斯和瑪莉亞急中生智，讓一家人能借參加薩爾斯堡音樂節拖延德軍捉走他們。
薩爾斯堡音樂節的會場上，大家的表現都很精采，但還是崔普家庭優美的歌唱廣受大家歡迎，其中艦長的家鄉傳統名曲更成就全場大合唱。在觀眾的掌聲中，崔普全家緩緩消失在舞台上。經過一番評比後，比賽結果揭曉：崔普家順利拿下音樂節的冠軍，但頒獎時卻遲遲不見他們出現。原來在麥斯精心安排之下，瑪莉亞和艦長於表演告別歌曲逐一退場時，已在奔跑逃離的路途上。他們逃至修道院時稍作停留，得到修女們掩護和提醒去路。德軍地毯式搜查時，勞夫找到他們，但被艦長肯定其不敢殺人而有所遲疑，讓全家得以趁機乘上修道院的車逃離。最後在修女們的祝福中，崔普一家人朝著自由的山頭緩緩行進……

## 演員
| 演員              | 角色               | 备注 |
| 茱莉·安德絲       | 瑪莉亞·馮·崔普     |      |
| 克里斯托弗·普卢默 | 蓋歐格·馮·崔普艦長 |      |
| 佩吉·伍德         | 修道院院長         |      |

## 与音乐剧的差异
電影為了劇情需要，做了許多不同於初版音樂劇版本的修改：
- 歌曲方面，电影版删除了原音乐剧版的三首歌，分别是《愛如何存在?》（How Can Love Survive?）、《无法停止》（Now Way to Stop It）、《平凡夫妻》（Ordinary Couple）。在音乐剧中，爱莎女伯爵和麦克斯参与演唱了前两首歌，而随着电影版对他们两人的戏份删减，也取消了他们所有的演唱部分。
- 同时电影增添了两首新歌：《我有信心》（I Have Confidence）和《好事》（Something Good），兩者的詞曲皆由理察·羅傑斯一手包辦（原词作家奧斯卡·漢默斯坦二世已經於1960年8月23日過世）。《我有信心》使用于电影中玛利亚从修道院前往崔普艦長家的片段，而《好事》则用于取代原音乐剧中的《平凡夫妻》。
- 另外，电影还对《我最愛的事》（My Favorite Things）、《哆来咪》（Do-Re-Mi）和《孤单的牧羊人》（The Lonely Goatherd）的出现场景进行了调整。《我最爱的事》在音乐剧中原是玛利亚在修道院与院长演唱的，电影版中调整到了玛利亚与孩子们在床上嬉戏处。《哆来咪》的出现位置从在艦長家中时，移动到了外出野游时。《孤独的牧羊人》则从原玛利亚与孩子们在卧室嬉戏的场景，修改为了玛利亚与孩子们表演木偶剧时所唱。
- 在剧情方面，爱莎女伯爵和麦克斯的戲份在电影中被大量刪減。同时崔普艦長与女伯爵分开的原因，也由音乐剧中的两人对于纳粹的德奥合并的态度不一致而意见不合，变为了爱莎女伯爵看出崔普艦長爱上了玛利亚，因而主动退出。
- 另外，片裡大量取用薩爾斯堡乃至於阿爾卑斯山的景緻，使其場景遠遠超過音樂劇裡的人造舞台佈景。

有趣的是，電影的內容反而影響到日後改編過的音樂劇版本，使電影與音樂劇越來越同質性。

## 音乐与歌曲
以下所有歌曲除了标注外都由Richard Rodgers作曲，Oscar Hammerstein II作词，Irwin Kostal负责乐器演奏的改编。
1. "序幕和The Sound of Music"
2. "序曲" (Main Titles, consisting of "The Sound of Music", "Do-Re-Mi", "My Favorite Things", "Something Good" and "Climb Ev'ry Mountain") segué into the Preludium
3. "Preludium: Dixit Dominus", "Morning Hymn" (Rex admirabilis和 Alleluia,基于传统歌曲)
4. "Maria"
5. "I Have Confidence" (@0:18:04) (Saul Chaplin负责词曲并任联合监制)
6. "Sixteen Going on Seventeen" (@ 0:37:22)
7. "My Favorite Things" (@ 0:47:42)
8. "Salzburg Montage" (乐器演奏，基于"My Favorite Things")
9. "Do-Re-Mi" (@ 0:54:55)
10. "The Sound of Music" (再現)
11. "The Lonely Goatherd" (@ 1:15:38)
12. "Edelweiss" (@ 1:21:36)
13. "The Grand Waltz" (乐器演奏, 基于"My Favorite Things")
14. "Ländler" (乐器演奏，基于"The Lonely Goatherd")
15. "So Long, Farewell" (@ 1:29:43)
16. "Processional Waltz" (乐器演奏)
17. "Goodbye Maria/How Can Love Survive Waltz" (乐器演奏, "Edelweiss"的一部分)
18. "Edelweiss Waltz" (乐器演奏, Act 1 Finale, 基于"Edelweiss")
19. "Entr'acte" (乐器演奏, 包括"I Have Confidence", "So Long, Farewell", "Do-Re-Mi", "Something Good" 和 "The Sound of Music")
20. "The Sound of Music" (再現，非完整版)
21. "Climb Ev'ry Mountain"
22. "My Favorite Things" (再現)
23. "Something Good" (Rodgers负责词曲)
24. "Processional" (乐器演奏l)和 "Maria"
25. "Sixteen Going On Seventeen" (重演)
26. "Do-Re-Mi" (Salzburg Folk Festival 再現)
27. "Edelweiss" (Salzburg Folk Festival 再現)
28. "So Long, Farewell" (Salzburg Folk Festival 再現)
29. "Climb Ev'ry Mountain" (再現)
30. "End Titles"

## 奖项

### 奥斯卡

#### 得奖
- 最佳影片
- 最佳导演
- 最佳音效
- 最佳改编配乐
- 最佳剪辑

#### 提名
- 最佳女主角-茱莉·安德絲
- 最佳女配角-佩吉·伍德
- 最佳摄影
- 最佳艺术指导-Boris Leven, Walter M. Scott, Ruby Levitt
- 最佳服装设计

### 金球奖

#### 得奖
- 最佳影片（音乐或喜剧类）
- 最佳女主角-茱莉·安德絲

#### 提名
- 最佳导演
- 最佳女配角-佩吉·伍德

## 荣誉
该片曾获美国电影学会(AFI)列入以下百大名单中：
- 1998年 AFI百年百大电影第55位
- 2002年 AFI百年百大爱情电影第27位
- 2004年 AFI百年百大歌曲：
  - The Sound of Music，第10位
  - My Favorite Things，第64位
  - Do-Re-Mi，第88位
- 2006年 AFI百年百大励志电影第41位
- 2006年 AFI百年百大歌舞电影第4位
- 2007年 AFI百年百大电影(十周年版)第40位

## 外部連結
- 互联网电影数据库（IMDb）上《音乐之声》的资料（英文）
- 音乐之声的Instagram帳戶
- TCM电影资料库上《The Sound of Music》的资料（英文）
- AllMovie上《The Sound of Music》的资料（英文）
- 豆瓣电影上《音乐之声》的資料 （简体中文）
- Box Office Mojo上《The Sound of Music》的資料（英文）
- 爛番茄上《The Sound of Music》的資料（英文）
- 'The Sound of Music' history at RNH （页面存档备份，存于）
- Original NY Times review （页面存档备份，存于）
- The Sound Of Music : Salzburg 1964-2011